# San Diego Padres
San Diego Padres er et amerikansk baseballhold fra San Diego, Californien, der spiller i MLB-ligaen. Padres hører hjemme i Western Division i National League, og spiller deres hjemmekampe på PETCO Park.
Padres blev stiftet i 1969 og har siden da været byens hold i MLB. Klubben har aldrig vundet en World Series-titel, men har to gange, i 1984 og 1998, været tabende finalist i finaleserien.